# Gleditsia caspica
Gleditsia caspica és una espècie de planta del gènere Gleditsia és planta nativa d'Àsia occidental al Caucas de l'Azerbaidjan i l'Iran septentrional pop de la mar Càspia.
És un arbre caducifoli que fa fins a 12 m d'alt amb el tronc cobert de nombroses espines llargues de 10–20 cm. Les fulles sóne pinnades o bipinnades de fins a 25 cm de llargada amb 12–20 folíols. Les flors són verdoses en racems de fins a 10 cm de llarg. El fruit és una tavella de 20 cm de llargada i de 3 cm d'amplada.
Està estretament emparentat amb Gleditsia japonica (sinònim G. horrida) i de la qual és tractada com subespècie per alguns botànics, Gleditsia horrida subsp. caspica (Desf.) J.Paclt.